# كينتارو إيتو
كينتارو إيتو (伊藤健太郎 إيتو كينتارو) هو مؤدي أصوات ياباني ولد في 3 يناير 1974م في هاتشيؤوجي، طوكيو.

## أدواره في الأنمي

### مسلسلات أنمي تلفزيونية
كينق دوم الموسم الثاني - كانكي
كينق دوم الموسم الثالث - كانكي
كينق دوم الموسم الرابع - كانكي
كينق دوم الموسم الخامس - كانكي
- ناروتو - تشوجي أكيميتشي
- ناروتو شيبودن - تشوجي أكيميتشي
- بوروتو: ناروتو نكست جينيريشنز - تشوجي أكيميتشي
- روك لي وأصدقائه النينجا - تشوجي أكيميتشي
- بليتش - أباراي رينجي
- خيميائي الفولاذ - باري القاطع/رقم 66
- دي جرايمان - أكوما المستوى الثالث
- المقيم الأبدي - شيدو هيشياسو
- جونجو رومانتيكا - هيروكي كاميجو
- همتارو - بوسو
- بوسو رينكين - واشيو
- زومبي-لون - سوتيتسو أسو
- سفينة الفضاء ناديشيكو - جون آوي
- التنين الأزرق - القائد شدّاد
- دورارارا!! - أسانوما
- دورارارا!! ×2 المقدمة - أسانوما
- جنود السايبورغ - رقم 13
- ميجامان ستار فورس - أوميجاسيس
- جاينت كيلينغ - كازوكي كورودا
- دار الأوراق الخمس - خادم
- الرمية الكبرى: بطولة الصيف - تومويا تاكي
- شعلة ريكا - ميناميو
- أميرة القناديل - سوغيموتشان
- أبطال الديجيتال الجزء الأول - وحش الجليد
- NEEDLESS - موميجي تيروياما
- صاحب التعاويذ الأزرق - ريجي شيراتوري
- حفيد نوراريهيون: عاصمة الشياطين - هاكوزوزو
- الآلي السليم دايميدالر - جايك
- كيشين هوكو ديمونبين - كورو دايجوجي
- يواموشي بيدال - جين تادوكورو
- يواموشي بيدال GRANDE ROAD - جين تادوكورو
- يواموشي بيدال NEW GENERATION - جين تادوكورو
- يواموشي بيدال GLORY LINE - جين تادوكورو
- مغامرة جوجو الغريبة: ستارداست كروسيدرز - ندول
- غريت تيتشر أونيزوكا - كاميوكا، نوبورو سايتو
- طوكيو غول - كازويتشي بانجو
- طوكيو غول A√ - كازويتشي بانجو
- طوكيو غول:re - كازويتشي بانجو
- بوكيمون - راينر، بيت بيبلمان، سكاز
- تيلز أوف زيستيريا ذا كروس - غولدمان
- مجموعة جونجي إيتو - أستاذ ياناغيدا
- غولدن كاموي - يوشيتاكي شيرايشي
- كل شيء يصبح أف - تشيكارا ميزوتاني
- كاردفايت!! فانغارد - غوكي جومونجي
- كاردفايت!! فانغارد (2018) - غوكي جومونجي
- فورتن آرتيريال - تسوكاسا هيتشيماندايرا
- مطعم الأشباح - كوجي أوزورا
- فريق الإطفاء الناري: الجزء الثاني - سكوب
- إير ماستر - كينجيرو كيتايدا
- سيف قاتل الشياطين: قطار اللانهاية - القاطع

### أنمي الإنترنت
- سينت سيا: سول أوف غولد - نيدهوغ فافنر

### أوفا أنمي
- سينت سيا: ذا لوست كانفاس - ماندريك هيودول
- تيلز أوف فانتازيا ذي أنيميشن - تشيستر باركلايت

### أفلام أنمي
- فيلم ناروتو شيبودن: الروابط - تشوجي أكيميتشي
- فيلم ناروتو شيبودن: إرادة النار - تشوجي أكيميتشي
- فيلم بليتش: ميموريز أوف نوبودي - أباراي رينجي
- فيلم بليتش: ذا دياموند داست ريبيليون, هيورينمارو آخر - أباراي رينجي
- فيلم بليتش: فايد تو بلاك, أنادي اسمك - أباراي رينجي
- فيلم بليتش: فصل الجحيم - أباراي رينجي
- سفينة الفضاء ناديشيكو The prince of darkness - جون آوي
- كاردفايت!! فانغارد: نيون ميسايا - غوكي جومونجي

## أدواره في ألعاب الفيديو
- تيلز أوف فانتازيا - تشيستر باركلايت
- تيلز أوف ذا وورلد: راديانت ميثولوجي - تشيستر باركلايت
- تيلز أوف فرسس - تشيستر باركلايت
- سلسلة ألعاب ستريت فايتر
  - ستريت فايتر III ثيرد سترايك - يون
  - سوبر ستريت فايتر IV آركيد إديشن - يون
  - ألترا ستريت فايتر IV - يون
- ناروتو شيبودن: كيزونا درايف - تشوجي أكيميتشي
- ناروتو: باورفل شيبودن - تشوجي أكيميتشي
- ناروتو شيبودن: ألتيميت نينجا ستورم ريفولوشن - تشوجي أكيميتشي
- ناروتو شيبودن: ألتيميت نينجا ستورم 4 - تشوجي أكيميتشي
- مغامرة جوجو الغريبة: الرياح الذهبية - غويدو ميستا
- جوجوز بيزار أدفنتشر: آيز أوف هيفن - ندول
- فيت/إكسترا - مونجي غاتو
- كابكوم فايتينغ إيفولوشن - يون
- بليتش: هيت ذا سول - أباراي رينجي

## أدواره في الدبلجة اليابانية
- ترانسفورمرز أنيميتد - لوغنوت
- سلاحف النينجا (مسلسل 2012) - رفاييل
- الرجل النملة - ديف
- عملية الجوز - غرايسون

## وصلات خارجية
- كينتارو إيتو على موقع IMDb (الإنجليزية)
- كينتارو إيتو على موقع ألو سيني (الفرنسية)
- كينتارو إيتو على موقع ميوزك برينز (الإنجليزية)
- كينتارو إيتو على موقع قاعدة بيانات الفيلم (الإنجليزية)
- كينتارو إيتو على موقع كينوبويسك (الروسية)
- كينتارو إيتو على موقع ANN person (الإنجليزية)